# Metriochroa inferior
Metriochroa inferior is een vlinder uit de familie mineermotten (Gracillariidae). De wetenschappelijke naam van deze soort is voor het eerst geldig gepubliceerd in 1914 door Silvestri.
De soort komt voor in tropisch Afrika.